# Neolythria abraxaria
Neolythria abraxaria är en fjärilsart som beskrevs av Alphéraky 1892. Neolythria abraxaria ingår i släktet Neolythria och familjen mätare. Inga underarter finns listade i Catalogue of Life.